# Карла де Рокфор
Карла де Рокфор (фр. Carla-de-Roquefort) насеље је и општина у јужној Француској у региону Миди Пирене, у департману Арјеж која припада префектури Фоа.
По подацима из 2011. године у општини је живело 151 становника, а густина насељености је износила 16,17 становника/km². Општина се простире на површини од 9,34 km². Налази се на средњој надморској висини од 370 метара (максималној 729 m, а минималној 368 m).

## Демографија
| 1962. | 1968. | 1975. | 1982. | 1990. | 1999. | 2011. |
| ----- | ----- | ----- | ----- | ----- | ----- | ----- |
| 155   | 162   | 148   | 109   | 143   | 158   | 151   |

График промене броја становника у току последњих година